# Smolball
 (octobre 2019).
Si vous disposez d'ouvrages ou d'articles de référence ou si vous connaissez des sites web de qualité traitant du thème abordé ici, merci de compléter l'article en donnant les références utiles à sa vérifiabilité et en les liant à la section « Notes et références ».
Le smolball, qui s'appelait « teniball » pendant la phase de développement, est un sport de balle dans lequel deux équipes s'affrontent, chacune avec trois joueurs de terrain et un gardien. Smolball est une marque déposée.
Le but est de placer la balle dans le but adverse. Le smolball se joue avec une raquette ; la balle peut entrer en contact avec la cuisse ou la poitrine lors du jeu. Le gardien de but peut dévier la balle à l'intérieur de la surface de but avec tout son corps.

## Origine
.

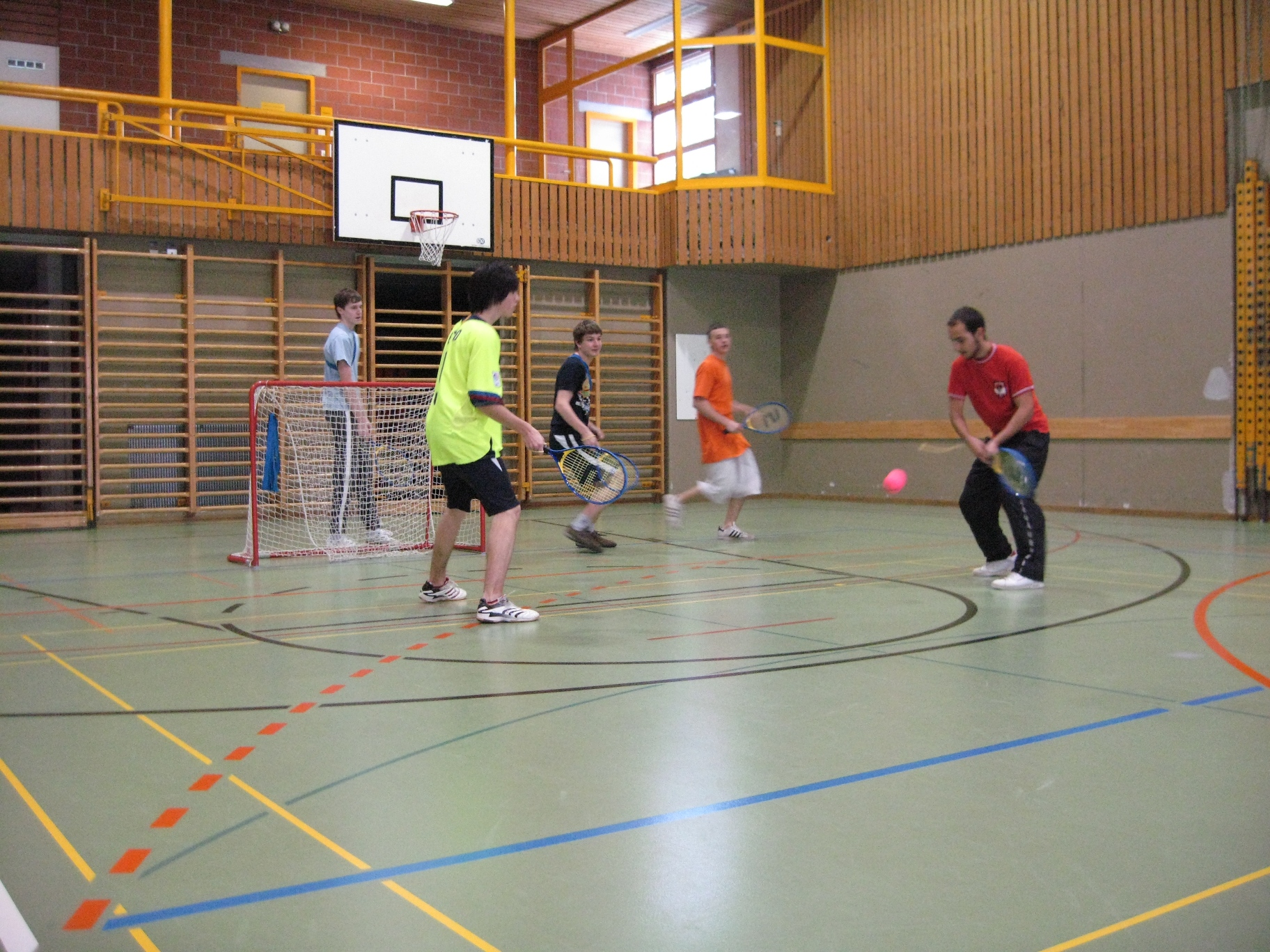
Partie de smolball.

Au début des années 1970, l'idée de jouer au tennis en équipe a germé lors d'un camp de sports d'été d'étudiants en sport. Les cinquante étudiants polonais n'avaient que deux courts de tennis à leur disposition, ce qui signifiait que les joueurs devaient faire face à de longs temps d'attente. Janusz Smolinski a eu l'idée de démonter le filet et d'installer deux buts de mini-football pour pouvoir jouer au tennis en équipe. Mais Smolinski a fait rire et l'idée a été déclarée folle. Quelques années plus tard, Smolinski se souvient de son idée pendant son cours d'éducation physique et tente de pratiquer ce sport imaginaire avec ses élèves. La motivation de l'inventeur a augmenté en raison de l'intérêt et de la joie de ses élèves pour le jeu. Smolinski a ensuite testé diverses raquettes pour l'utilisation du jeu pendant la phase de développement. Cependant, n'ayant pas trouvé ce qu'il cherchait, il a développé une raquette en bois pressé dans l'atelier de son école. Il a fallu un certain temps avant que la raquette smolball soit développée. La sélection d'une balle a suivi la même procédure. En raison de quelques blessures en classe, la raquette a ensuite été équipée d'une boucle de sécurité.

## Règles
Les règles du smolball sont clairement énoncées dans le règlement, dans lesquelles le chiffre « 4 » joue un rôle majeur. Pendant le jeu, les joueurs peuvent être remplacés et échangés librement. Toutefois, le joueur remplaçant ne peut entrer sur le terrain qu'après que le joueur à remplacer l'ait quitté. Les procédures incorrectes lors d'un changement de joueur sont sanctionnées d'une pénalité de quatre minutes. Le jeu commence avec un entre-deux, effectué par l'arbitre à l'intersection de la ligne centrale et du cercle. Jusqu'à ce que la balle soit lancée, les raquettes des deux équipes doivent être en contact avec le sol. Les joueurs doivent alors sauter vers le haut et essayer de mettre la balle dans leur camp.
La « balle d'arbitre » est similaire. À un mètre de distance, les raquettes des deux représentants des équipes doivent toucher le sol. Encore une fois, la balle est lancée par l'arbitre et les joueurs doivent essayer de le gagner pour leur équipe.
La balle peut être touchée quatre fois pendant le tour d'un joueur sans limite de pas. Ceci s'applique au rebond, à la jonglerie et au contrôle de la balle au sol. Cependant, ramasser la balle au sol n'est pas considéré comme une touche de balle. La balle ne doit pas être jouée activement avec le pied, le bras ou la tête. Les joueurs en possession de la balle ne peuvent pas être attaqués par derrière. Les adversaires ne sont pas autorisés à se trouver dans la surface de but devant la balle. Si la balle quitte le terrain de jeu ou touche le plafond, l'équipe qui n'a pas touché la balle en dernier se voit accorder un coup franc, qui doit être effectué à l'endroit de l'infraction et à un mètre au plus du mur ou du panneau.

## Coup franc et tir de pénalité
Tous les coups francs doivent être exécutés indirectement et doivent être exécutés sur le lieu de la faute. Toutefois, si la faute est commise derrière la ligne de but ou dans la surface de but, le coup franc doit être exécuté depuis l'un des angles devant la surface de but. Lors d'un coup franc, les adversaires doivent maintenir une distance de quatre mètres. Si une violation des règles empêche une occasion de but, l'équipe désavantagée se voit infliger un tir de pénalité. Le tireur de penalty doit poser la balle avec sa main et tirer avec sa raquette directement au but. Pendant ce temps, le gardien de but est sur la ligne de but avec ses deux pieds. Si le gardien de but quitte la ligne de but, le tir de pénalité est répété. Si aucun but n'est marqué parce que le gardien de but a réussi à dévier le ballon, le joueur qui a reçu la punition peut continuer le jeu immédiatement. Si le gardien de but ne touche pas la balle, le joueur qui a exécuté la pénalité ne peut pas toucher le ballon directement, la balle doit d'abord être touchée par un autre joueur. Si les règles du jeu sont violées, le carton jaune est affiché et une pénalité de quatre minutes est imposée. Les infractions graves aux règles du jeu sont sanctionnées par un carton rouge et sont sanctionnées par une exclusion du jeu. Les coups de poing intentionnels, les cris et les plaintes contre l'arbitre ou d'autres joueurs seront également sanctionnés.

## Équipement

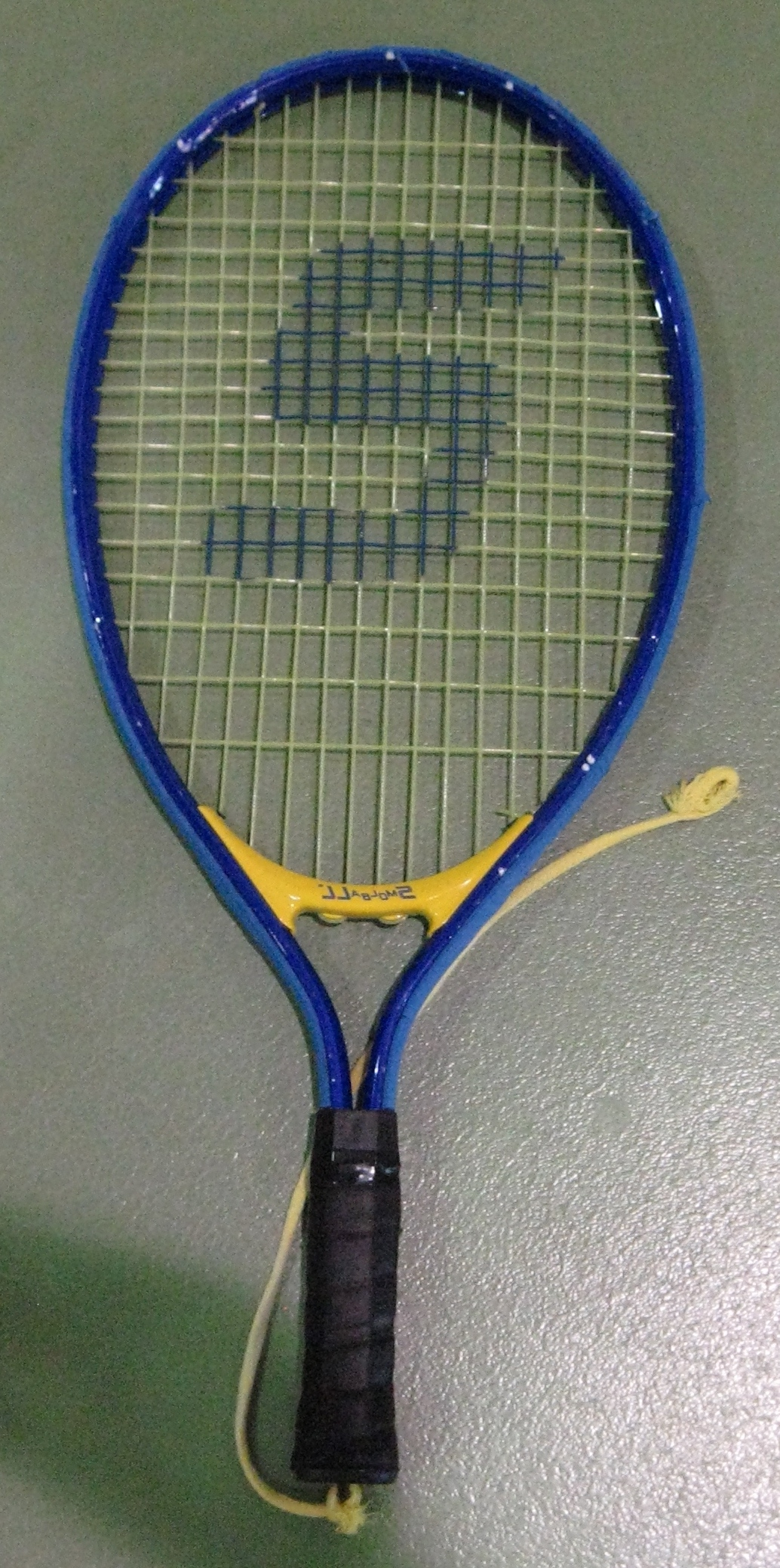
Raquette de smolball.

Aucun équipement de protection n'est requis pour le jeu. Pour des raisons de sécurité, les règles du jeu n'autorisent que l'utilisation du matériel officiel de smolball. De plus, un but d'une longueur de 2 m et d'une hauteur de 1,25 mest nécessaire. Cependant, certains joueurs portent un gant à la main tenant la raquette.

## Durée de la partie
Un match consiste en trois tiers de 20 minutes chacun avec une pause de 10 minutes. Dans le dernier tiers, après 10 minutes, il y a un changement de côté sans pause.

## L'équipe
L'équipe compte trois joueurs et un gardien de but. Pendant le jeu, un joueur ne peut pas couvrir la balle avec son propre corps ou sa propre raquette. Un tel comportement est passible d'une pénalité de quatre minutes. Toutefois, un léger contact corporel est permis. 

## But
Le gardien de but clairement identifié ne doit pas porter de lunettes, conformément au règlement. Il peut également jouer avec la raquette, repousser la balle à l'intérieur de la surface de but avec tout son corps et le tenir dans ses mains pendant un maximum de quatre secondes. Si un gardien de but marque un but direct pendant le coup d'envoi celui-ci est nul. En dehors de la surface de but, le gardien de but est considéré comme un joueur de champ. Il n'est pas permis à un autre joueur d'obstruer le gardien de but lors de la remise de la balle. La surface de but est de deux mètres de large. La longueur de la surface de but doit être supérieure de trois mètres à celle du but.

## Terme
Le terme « smolball » est composé du début du nom de famille de l'inventeur Janusz Smolinski et du mot allemand ball.